# Levi's Novi Marof
Levi's Novi Marof bio je pogon za proizvodnje jeans odjeće u Novom Marofu pokrenut 1983. godine u sklopu poslovnog sustava Varteks d.d. iz Varaždina. Poslovao je prema licenciji američke kompanije Levi Strauss &. Co., a nastao je kao reakcija na odlazak građana Jugoslavije u Trst po traperice. Pokretač i prvi direktor Levi's Novi Marof bio je Vladimir Marić, a 1990. godine naslijedio ga je poznati hrvatski gospodarstvenik i športski djelatnik Anđelko Herjavec.
Licenciju za proizvodnju jeans odjeće marke „Levis“, Varteks je izgubio 2007. godine, a 2013. godine izgubio je i pravo na distrubuciju proizvoda Levi Strauss &. Co.
Nastanak i povijest novomarofskog Levi's do 2001. godine opisana je u knjizi „Đelac – hazarder u smokingu“, biografiji drugog direktora novomarofskog Levi's Anđelka Herjavca.